# Carlos IV de rojo
Carlos IV, rey de España, o también Carlos IV de rojo, es un retrato de Francisco de Goya, realizado para el rey homónimo. Se conserva en el Museo del Prado, Madrid. Forma pareja con el retrato de María Luisa de Parma, reina de España. 

## Análisis
Fue hecho con motivo de la proclamación de Carlos IV, en 1789. El nuevo rey gustaba mucho de las obras de Goya, poseyendo ya numerosos tapices que le hizo cuando era príncipe de Asturias y destinados al palacio real de El Pardo y El Escorial y por eso una vez coronado le nombró pintor de cámara. El rey aparece de tres cuartos (hasta las rodillas) con peluca y traje de corte de terciopelo rojo con bordados plateados en la levita y chaleco y puños y corbata de encaje. Porta el collar del Toisón de Oro y las bandas de la Orden de San Javier y la Orden del Espíritu Santo. El rey se muestra desinteresado pero de buen humor. A su izquierda se pueden distinguir los símbolos de realeza: la corona y el manto de armiño, mientras el fondo es una voluminosa cortina verde. La firmeza de las pinceladas recuerda a Velázquez, en su faceta retratista.
El mismo año, el propio Goya hizo una copia un poco más grande para la Real Academia de Historia, donde continúa.